# يوري ماكاروف
1. خير عبدالله عياد أبو صعيليك

```
خير عبدالله عياد أبو صعيليك (مواليد 1971، عمّان) هو وزير ونائب أردني ورجل أعمال ومستشار إداري، من الشخصيات البارزة في تطوير الإدارة العامة والقطاع الصناعي والاقتصادي في الأردن. شغل عضوية مجلس النواب الأردني في الدورات السابع عشر، الثامن عشر، والتاسع عشر، وترأس لجنة الاقتصاد والاستثمار النيابية. تم تعيينه وزير دولة لتطوير القطاع العام، وهو عضو في المركز الوطني لحقوق الإنسان بإرادة ملكية.
```

## الحياة المهنية والسياسية
1999–2005: المدير الفني لمجموعة المصنع السعودي (بقشان) في جدة، حيث ساهم في تطوير العمليات الصناعية وتحسين الإنتاجية.
عضو مجلس النواب الأردني:
الدورة السابعة عشر
الدورة الثامنة عشر
الدورة التاسعة عشر  
```
 شغل خلالها رئاسة لجنة الاقتصاد والاستثمار النيابية، وساهم في سن قوانين وتشريعات لتعزيز الاستثمار وتحفيز النمو الاقتصادي.
[
2
]

شارك في لجنة السياسات الاقتصادية (2016–2018)** وساهم في صياغة رؤية الأردن 2025.
```

عضو المركز الوطني لحقوق الإنسان بتعيين ملكي، حيث ساهم في دعم الحقوق المدنية وتعزيز الشفافية والمساءلة في المؤسسات العامة.

## المناصب القيادية في القطاعين العام والخاص
مؤسس ورئيس المنتدى الاقتصادي الأردني (2019–2024):أدار المنتدى الذي أصبح منصة رئيسية للحوار الاقتصادي الوطني والدولي.
رئيس هيئة المديرين في شركات: جوبترول، الأردنية لصناعة الزيوت المعدنية، هيدرون للطاقة، الكامل للمحروقات.
عضو مجلس إدارة:مصفاة البترول الأردنية (2015–2024)، والشركة التأمين الإسلامية (TIIC).

## الإنجازات البارزة
- قيادة برامج إصلاح القطاع العام لتعزيز الكفاءة والشفافية.
- تعزيز التعاون بين القطاعين العام والخاص من خلال المنتدى الاقتصادي الأردني.
- سن وتشريع قوانين داعمة للاستثمار والنمو الاقتصادي خلال عضويته في مجلس النواب.
- تمثيل الأردن في الفعاليات الاقتصادية الدولية، مثل: المنتدى الاقتصادي العالمي، اجتماعات البنك الدولي وصندوق النقد الدولي، والملتقى الاقتصادي العربي–الألماني في برلين.

## السيرة الذاتية
وُلد خير أبو صعيليك في عمّان عام 1971. حصل على بكالوريوس من حامعة العلوم والتكنولوجيا وماجستير في الهندسة الصناعية من الجامعة الأردنية، ثم حصل على دكتوراه في الأعمال .

## المشاركة الدولية
شارك في عدة فعاليات اقتصادية دولية، من أبرزها:
- المنتدى الاقتصادي العالمي (World Economic Forum)
- اجتماعات الربيع للبنك الدولي وصندوق النقد الدولي
- الملتقى الاقتصادي العربي–الألماني في برلين[2]

## الجوائز والتكريم
- (يمكن إضافة أي جوائز أو أوسمة حصل عليها لاحقاً)*